# Mwinilunga (Sambia)
Mwinilunga ist eine kleine Stadt mit 25.425 Einwohnern (2022) am Oberlauf des Flusses Westlicher Lunga in der Nordwestprovinz von Sambia.

## Geografie
Sie liegt etwa 1360 Meter über dem Meeresspiegel und ist Sitz der Verwaltung des gleichnamigen Distrikts, der im Westen an Angola grenzt und im Nordosten an die Demokratische Republik Kongo. Nach Lusaka sind es auf der Straße 872 Kilometer, nach Solwezi 290 Kilometer.
In den 1980er Jahren wurden im Umfeld der Stadt 23.000 angolanische Flüchtlinge angesiedelt. Eine geordnete Trinkwasserversorgung ist faktisch nicht existent.

## Wirtschaft
Es wurden in der Nähe Gold- und kleine Diamantenvorkommen entdeckt.

## Verkehr
Mwinilunge befindet sich an der Fernstraße T5. In Richtung nach Solwezi ist sie eine Schotterpiste bis Kasempa und wird dann zur Asphaltstraße, mit einem Verkehrsaufkommen von durchschnittlich 15 Fahrzeugen pro Tag. Sie ist für die Versorgung des gesamten Distriktes jedoch essentiell. Nach Norden erstreckt sich die T5 bis an die angolanische Grenze, wo ein Grenzübergang den Verkehr von und zum Nachbarland ermöglicht.
Es gibt Planungen für eine neue Eisenbahnstrecke (North-Western Railway Line), von Chingola kommend über Solwezi bis zum sambisch-angolanischen Grenzübergang Jimbe trassiert und  weiterführend bis zur Atlantikküste von Angola. Ihr Endpunkt soll im Hafen von Luanda oder nach anderen Angaben von Lobito (Benguelabahn) liegen.
Die Stadt hat eine ungeteerte, 1000 Meter lange Flugpiste.

## Tourismus
Mwinilunga liegt südöstlich des Nchila-Tierschutzgebiets, einem Regenwaldgebiet, das für Säbelantilopen und andere große Säugetiere bekannt ist. Das Luakela-Waldschutzgebiet und die Quellen des Sambesi sind für ihre Vogelwelt bekannt. Sehenswert ist auch die Kabomboschlucht mit ihren Weißwasserschnellen.
Touristisch ist die Chisemwa cha Lunda-Zeremonie bedeutsam, die viele Menschen anzieht und bei der Männer Geld verdienen, indem sie während dieses Festes Fleisch von Wildtieren verkaufen, die sie zuvor gejagt haben. Das ist hier das wichtigste monetäre Einkommen.

## Demografie
| Jahr | Einwohnerzahl |
| ---- | ------------- |
| 1990 | 6342          |
| 2000 | 10.745        |
| 2010 | 15.704        |
| 2022 | 25.425        |